# PH2
PH2，即克卜勒86（Kepler-86），或稱為KIC 12735740，是一顆天鵝座的光譜類型 G 型恆星，距離地球1205.9光年（369.7秒差距）。該恆星的體積與表面溫度和太陽相當。PH2 因為是公民科學計畫行星獵人第二批釋出資料中的42個擁有行星的候選恆星之一而受到注意。環繞 PH2 的候選天體即 PH2 b，它的假訊號機率只有0.08%，因此被確認是真實存在的行星。
PH2 b 是一顆位於 PH2 適居帶的木星尺寸類木行星，該行星周圍可能存在適合生命生存的系外衛星。PH2 b 的觀測確認報告於2013年1月3日送出，它是被波蘭業餘天文學家 Rafał Herszkowicz 在他的電腦上透過網際網路處理來自克卜勒太空望遠鏡的資料時發現的。

## 觀測歷史

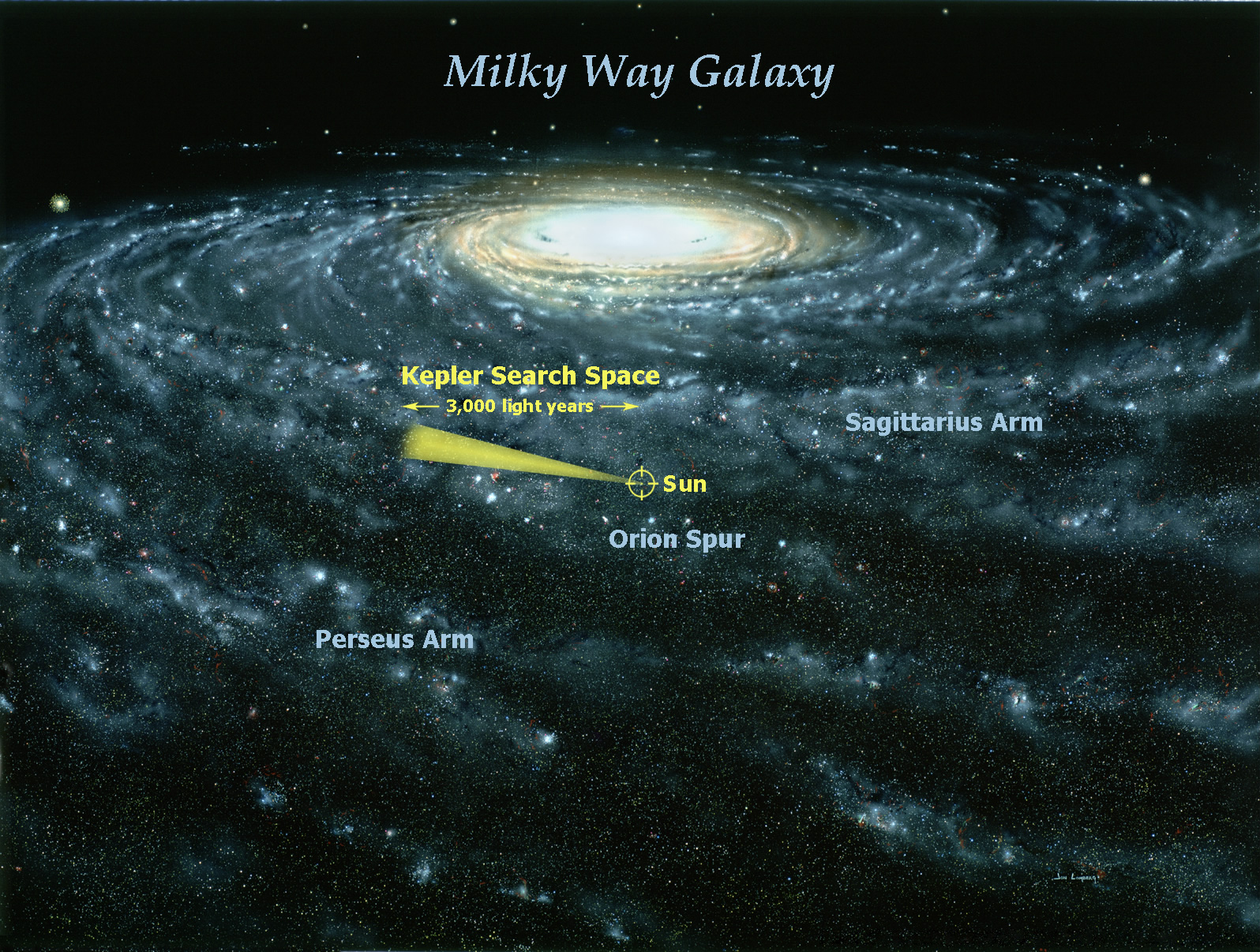
克卜勒太空望遠鏡在銀河系內的巡天區域。

PH2 b 是和其他42顆行星候選天體一起在行星獵人計畫中克卜勒太空望遠鏡的資料被偵測到的，而負責分析資料的志願者分析資料中目標恆星的光變曲線以尋找可能無法被電腦程式找到的凌星訊號。先前其他志願者已經協助天文學家發現了另一顆在四重星系統內，體積相當於海王星的行星PH1 b。
包含 PH2 b 在內的第二批釋出資料中的候選行星都是由公民科學家 Abe J. Hoekstra、Thomas Lee Jacobs、Daryll LaCourse、Hans Martin Schwengler、Rafal Herszkowicz 和 Mike Chopin 等人在耶魯大學天文學家的協助下發現的。除了 PH2 b 以外，其他20顆行星候選天體也是位於母恆星的適居帶內；但這些天體的假訊號機率較高，被認為訊號來源可能並非行星。 
雖然行星一開始是以克卜勒的資料發現，PH2 的資料則是使用凱克天文台的儀器 HIRES 觀測並排除背景星或凌星發生時觀測到的微弱伴星、行星光譜。最終的觀測結果確認 PH2 b 的存在可信度高達99.9%。

## 行星系統
PH2 周圍目前有一顆已經確認的太陽系外行星 PH2 b，它的軌道週期282日，位於 PH2 的適居帶內，並可能有適合生命生存的衛星存在。該行星的上層大氣溫度可能在185 K（−88 °C）到303 K（30 °C）之間。部分研究人員表示 PH2 b 的衛星「可能擁有岩石核心，再加上某種溫室氣體的存在也許可以讓液態水存在於衛星表面」，從而進一步增加衛星適居可能性的希望。
| 成員 (依恆星距離) | 质量 | 半長軸 (AU) | 轨道周期 (天)   | 離心率          | 傾角              | 半径          |
| ----------------- | ---- | ----------- | --------------- | --------------- | ----------------- | ------------- |
| b                 | —    | 0.828±0.009 | 282.5255±0.0010 | 0.41+0.08 −0.29 | 89.83+0.03 −0.02° | 10.12±0.56 R⊕ |

### 腳註
1. 1 2  該恆星表面溫度5629 K，和太陽表面的5778 K相近。
2. 1 2  資料來源只提供一位有效數字。

## 外部連結
- Kepler Mission - NASA.
- KIC-12735740 Star on Star Finder/cthreepo Archive.today的存檔，存档日期2013-02-15
- Video (00:52) - Journey To Exoplanet "PH2 b"（页面存档备份，存于）